# Anna Maurizio
Anna Maurizio (née le 26 novembre 1900 et morte le 24 juillet 1993 à Liebefeld) est une biologiste suisse, spécialiste des abeilles. 
Elle travaille pendant plus de trois décennies au département des abeilles de l’Institut fédéral de l'industrie laitière et de bactériologie de Liebefeld, où elle développe de nouvelles méthodes pour déterminer la quantité de pollen dans le miel.

## Biographie
Anna Maurizio naît le 26 novembre 1900. C'est la fille du botaniste et historien de la culture Adam Maurizio. Elle grandit à Lviv, en Autriche-Hongrie.    
Elle fait des études d'agronomie à l'École polytechnique fédérale de Zurich et obtient plus tard un doctorat de l'Université de Berne, sous la direction d'Eduard Fischer.   
Elle commence à travailler à la Station fédérale de laiterie et de bactériologie de Liebefeld-Berne en 1928 et prend sa retraite en 1966.  
Elle meurt le 24 juillet 1993 à Liebefeld, dans le canton de Berne, à l'âge de 92 ans.

## Publications
- (de) Zur Biologie und Systematik der Pomaceen bewohnenden Podosphaeren, 1927
- (de) Auswertung von A. Linder, Beobachtungen über die Lebensdauer und den Futterverbrauch gefangen gehaltener Bienen. Beitrag zur Methodik von Fütterungsversuchen, 1946
- (de) Pollenanalytische Untersuchungen an Honig und Pollenhöschen, Schweizerische Bienen-ZeitungBeiheft, 1949
- (de) Weitere Untersuchungen an Pollenhöschen. Beitrag zur Erfassung der Pollentrachtverhältnisse in verschiedenen Gegenden der Schweiz, Schweizerische Bienen-Zeitung, 1953
- (de) Blüte, Nektar, Pollen, Honig, Munich, Verlag der Deutschen Bienenwirtschaft, 1960
- (de) Werner Kloft, Anna Maurizio et Walter Kaeser, Das Waldhonigbuch. Herkunft und Eigenschaften des Waldhonigs, Munich, Ehrenwirth Verlag, 1965
- (de) Anna Maurizio et Ina Grafl, Das Trachtenpflanzenbuch. Nektar und Pollen - die wichtigsten Nahrungsquellen der Honigbiene, Munich, Ehrenwirth Verlag, 1969
- (de) Der Honig. Herkunft, Gewinnung, Eigenschaften und Untersuchung des Honigs, Stuttgart, Verlag Eugen Ulmer, 1975